# Vestibul (Split)
Vestibul (poznat i kao Rotonda), atrij, odnosno prvi dio carskog hodnika koji je vodio od Peristila kroz protiron, do Dioklecijanovog rezidencijalnog dijela Palače. Izgrađen je do početka 4. stoljeća, kao originalni dio antičke Palače. Radi se o kružnoj dvorani, nekoć nadsvođenoj kupolom, visine 17 metara i promjera 12 metara. Ulaz su ukrašavala velika vrata dimenzije 2,56 x 3,96 m s obiljem reljefnih dekoracija. Prostor Vestibula raščlanjen je s četiri polukružne niše koje su bile ispunjene kipovima nepoznatih božanstava.
Danas se prostor Vestibula koristi, tijekom ljetnih mjeseci, za izvođenje popularnih klapskih pjesama.

## Galerija
- Ulazna vrata Vestibula
- Shematski presjek Vestibula
- Klapa Žrnovnica u Vestibulu
- Tlocrt Vestibula
- Shematski presjek Vestibula s okolnim zgradama